# Sokobanah Daya
Sokobanah Daya is een bestuurslaag in het regentschap Sampang van de provincie Oost-Java, Indonesië. Sokobanah Daya telt 5439 inwoners (volkstelling 2010).